# Университет имени Адама Мицкевича в Познани
Университет имени Адама Мицкевича в Познани (пол. Uniwersytet im. Adama Mickiewicza w Poznaniu) — главный государственный университет города Познань, Польша.
Основан 4 апреля 1919 года под временным названием Польский университет в Познани, затем Пястовский университет, а с 10 апреля 1920 года под утверждённым правительством официальным названием Познанский университет. Современное название принято 24 декабря 1955 года. Имеет 15 факультетов. Университет является членом евросоюзного проекта Erasmus.